# Pueblo kora

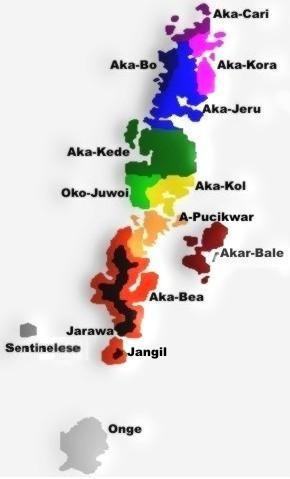
Territorio de los kora y otros pueblos de los Andamanes en el tardío

Los kora, khora o cora formaban parte de las diez tribus grandes andamanesas. Originalmente ocupaban la parte oriental de la Isla Andamán del Norte en el Océano Índico. Hoy la tribu es extinta, a pesar de que algunos de los restantes Grandes Andamaneses en Strait Island creen tener antepasados Kora.
La tribu hablaba la lengua kora, una lengua separada aunque estrechamente relacionada con las otras lenguas de las Grandes Andamanes. El nombre nativo para la lengua era Aka-Kora (también Aka-Khora) o Aka-Cora (el prefijo "aka-" tenía el significado de "lengua" como la parte del cuerpo). Dicho nombre se emplea a menudo para denominar a la tribu misma. Los kora se dividieron en las subtribus de la costa (aryoto) y del bosque (eremtaga).

## Historia
En la época del primer poblamiento británico permanente, en 1858, los kora estaban compuestos de aproximadamente 500 individuales.
Como otros andamaneses, el número de kora disminuyó extremadamente en tiempos coloniales y poscoloniales por enfermedades, alcohol, guerras y pérdida de territorio. En 1931 quedaban solo 24 individuos.
En 1949, los restantes kora y los demás grandes andamaneses fueron trasladados forzosamente a una reserva en Bluff Island. En 1969 fueron reubicados a otra reserva en Strait Island.
En 1980 quedaba solamente una persona que afirmaba ser kora, y en 1994 la tribu ya no existía como unidad separada. A pesar de que algunos descendientes todavía vivían en la reserva de Strait Island en 2006, estos se identificaban con otras tribus, principalmente con los jeru. La lengua kora se extinguió en 2009 con la muerte del único hablante conocido. Formaban parte de las tribus registradas de la India.